# Children's Mercy Park
El Children's Mercy Park (anteriormente conocido como Livestrong Sporting Park y Sporting Park)  es un estadio de fútbol ubicado en Kansas City, Kansas. Es el estadio del Sporting Kansas City de la MLS. El estadio abrió durante la temporada 2011 de la Major League Soccer, el 9 de junio de 2011, con un partido contra Chicago Fire. El estadio tiene una capacidad de 18.467 asientos, que se pueden ampliar a 25 000 para conciertos. El estadio es la tercera sede del Sporting Kansas City. El equipo jugó en el Arrowhead Stadium entre 1996 y 2007 y en el CommunityAmerica Ballpark entre 2008 y 2010.

## Historia

### La Planificación Inicial
Originalmente, el Sporting Club, el grupo de propiedades del equipo, planeaba mudarse al sudeste de Kansas City, Misuri, en las tierras que ocupaban anteriormente Mall Bannister. El plan de desarrollo, llamado por los senderos, se aprobó el 13 de diciembre de 2007. El último paquete de incentivos económicos, una reducción de impuestos de $ 30 millones, fue aprobada el 21 de noviembre de 2008. 
El sitio previsto del estadio había sido demolido para preparar el sitio para la infraestructura. Se tenía la intención de abrir en 2011 con una capacidad de 18 500 asientos. Sin embargo, las secuelas de la crisis financiera de 2008-2009 puso el proyecto en pausa, y el promotor del estadio con el tiempo trató de trasladar el proyecto de nuevo cerca del centro de West Village al por menor en Kansas City, Kansas, cerca de la carretera de Kansas y CommunityAmerica Ballpark. El creador del complejo de senderos buscaba "mejoras" adicionales (es decir, la autoridad de los préstamos) de Kansas City para financiar la construcción del estadio de fútbol y sus complejos asociados de fútbol amateur. Sin embargo, la ciudad no estaba dispuesto a proporcionar la financiación deseada, llevando a los desarrolladores a buscar un nuevo sitio a través de la línea de estado.

### Construcción
En septiembre de 2009, el promotor solicitó al Condado de Wyandotte y a funcionarios del estado de Kansas permiso para utilizar los ingresos de la financiación del incremento de impuestos existentes en el área de West Village para ayudar a financiar el complejo de fútbol. El 17 de diciembre, el presidente de Sporting KC, Robb Heineman brindó una actualización sobre la situación del estadio publicados en el sitio web oficial del equipo y el blog, básicamente poner de Kansas City, Kansas, la ubicación final, a la espera de la firma de los acuerdos finales. El 21 de diciembre, la maquinaría de construcción ya estaba en el sitio y a la espera para romper la tierra en el sitio. El 19 de enero, el Condado de Wyandotte aprobados los bonos para ayudar a financiar el estadio, y el día 20, la ceremonia se realizó, con el CEO Wizards Robb Heineman, utilizando maquinaria pesada para el movimiento de tierra en el sitio de la construcción.

### Nombre del estadio
El 8 de marzo de 2011, se anunció un acuerdo con la fundación Livestrong de Lance Armstrong. El club donará una parte de los ingresos, no menos de 7,5 millones de dólares a la fundación a lo largo de seis años. El 15 de enero de 2013, Sporting Kansas City termina un acuerdo por derechos de denominación de su estadio con Livestrong y por lo tanto pasó a denominarse a Sporting Park.

## Usos
Desde su inauguración en 2011, ha sido el estadio del Sporting Kansas City de la MLS, pero también ha sido el escenario de varios partidos internacionales. El año de su inauguración fue elegido como una de las sedes para la Copa de Oro de Concacaf de ese año, y allí se jugaron dos partidos por el grupo C, uno entre Canadá y Panamá, y el partido en que los anfitriones derrotaron a Guadalupe 1-0.
En 2012, el estadio fue una de las sedes del Preolímpico de la Concacaf, siendo el escenario utilizado en dos partidos de la fase de grupos y el partido de la final entre México y Honduras.
Estados Unidos jugó su primer partido clasificatorio a la Copa del Mundo en este estadio el 16 de octubre de 2012, cuando recibió la visita de Guatemala por el último partido de la fase semifinal de clasificación de la Concacaf para la Copa Mundial de Fútbol de 2014.

## Copa de Oro de la Concacaf 2015
| Fecha               | Fase         | Equipo |                   | Resultado |                           | Equipo         | Espectadores |
| ------------------- | ------------ | ------ | ----------------- | --------- | ------------------------- | -------------- | ------------ |
| 13 de julio de 2015 | Primera fase | Haití  | Bandera de Haití  | 1-0       | Bandera de Honduras       | Honduras       | 44 008       |
| 13 de julio de 2015 | Primera fase | Panamá | Bandera de Panamá | 1-1       | Bandera de Estados Unidos | Estados Unidos | 33 284       |

### Copa América 2024
| Fecha               | Fase                     | Equipo |                 | Resultado |                   | Equipo | Espectadores |
| ------------------- | ------------------------ | ------ | --------------- | --------- | ----------------- | ------ | ------------ |
| 25 de junio de 2024 | Fase de grupos - Grupo A | Perú   | Bandera de Perú | 0-1       | Bandera de Canadá | Canada | 15 625       |